# Hotel Suizo

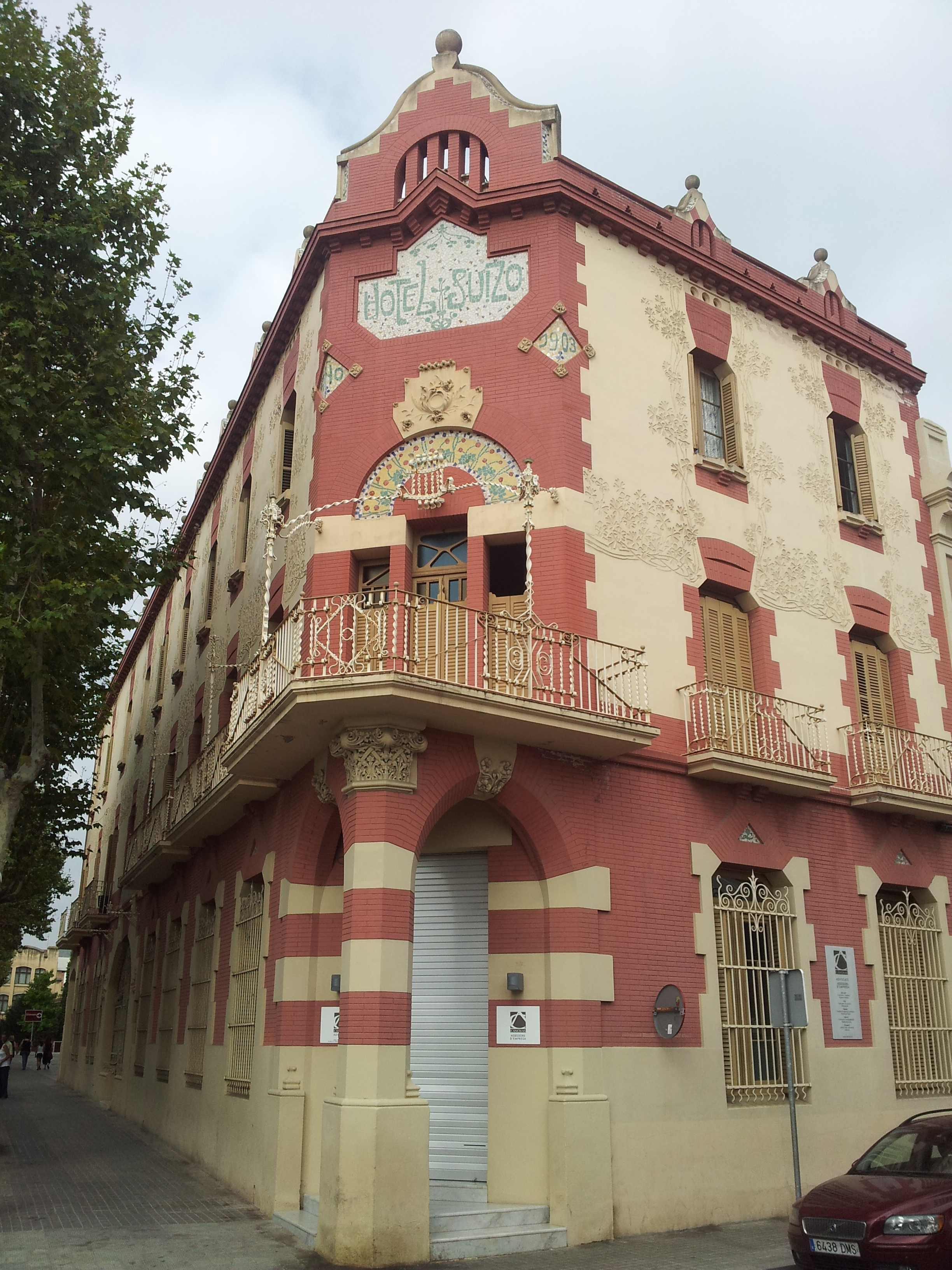
Hotel Suizo (Sabadell)

El Hotel Suizo está situado delante de la antigua estación del ferrocarril de Sabadell, en la provincia de Barcelona, Cataluña, España; en la calle de la Industria, 59. Es uno de los edificios que ejemplifica de manera más clara el paso del modernismo por la ciudad de Sabadell.
La fachada, de composición asimétrica, está decorada con trencadís, esgrafiados y hierro forjado. Destaca el refinamiento y la elegancia de los elementos decorativos utilizados, dando como resultado una obra armónica y de factura cuidada.
El hotel fue diseñado por el arquitecto Juli Batllevell i Arús, que transformó una ringlera de casas de planta baja y dos pisos en el hotel en 1903.
La puerta principal, situada en la esquina, está precedida por un pórtico que soporta el balcón principal, con bastante voladizo. Destaca el paramento, muy decorado, con ladrillo visto y esgrafiados de motivos florales, piedra cortada y plafones cerámicos.
El edificio dejó de utilizarse como hotel en 1913, posteriormente ha ido recibido diferentes usos.